# آنتونی اف. هیل
آنتونی اف. هیل (انگلیسی: Anthony F. Hill؛ زادهٔ ۱ ژانویهٔ ۱۹۵۰) دانشمند در زمینه شیمی آلی فلزی و اهل استرالیا است.